# La Chaux-en-Bresse
La Chaux-en-Bresse település Franciaországban, Jura megyében. Lakosainak száma 32 fő (2022. január 1.). La Chaux-en-Bresse Chaumergy, Bois-de-Gand, Commenailles és Vincent-Froideville községekkel határos.

## Népesség
A település népességének változása:
| Lakosok száma | 44   | 39   | 38   | 33   | 37   | 37   | 39   | 34   | 32   | 32   |
|               | 1968 | 1982 | 1990 | 2006 | 2013 | 2015 | 2017 | 2019 | 2020 | 2022 |